# وزارة العدل (فلسطين)
وزارة العدل الفلسطينية هي الوزارة المسؤولة عن جميع المسائل الإدارية المتعلقة بالقضاء والقانون والمحاكم في دولة فلسطين.

## اختصاصات الوزارة
- الإشراف الإداري على المحاكم وتطوير نظام إدارة والرقي بمستوى الأداء الإداري والتقني، وتعيين مقر ودوائر اختصاص محاكم الصلح ودوائر اختصاص كافة المحاكم النظامية.[2][3][4]
- مراقبة شؤون القضاء واعتماد مشروع الموازنة الخاصة بالسلطة القضائية.
- المسؤولية عن النيابة العامة حيث تضطلع النيابة باختصاصها في إقامة دعوى الحق العام تحت مسؤولية وإشراف السلطة التنفيذية من خلال وزير العدل، الذي يقوم بتعيين مكان عمل أعضاء النيابة العامة ونقلهم خارج دائرة المحكمة المعينين أمامه، وطلب التحقيق معهم وإقامة الدعوى التأديبية عليهم.
- إعداد التشريعات لإنشاء المحكمة الدستورية والمحاكم الإدارية والنيابة الإدارية وهيئة قضايا الدولة.
- إعداد أنظمة اعتماد المحكمين والمترجمين، وبإنشاء سجل للمحكمين المعتمدين لدى الوزارة وفقا للقرارات والتعليمات والأنظمة الخاصة بقوائم المحكمين المعتمدين.
- تنظيم مهنة الترجمة وإصدار رخص ممارسة المهنة بناء على الأسس المحددة بموجب القانون والأنظمة التنفيذية الخاصة بذلك وإنشاء سجل للمترجمين المرخصين في وزارة العدل.
- إقامة العلاقات مع المؤسسات القانونية والحقوقية الفلسطينية والدولية وتبادل الرأي في مختلف القضايا الحقوقية الإنسانية.
- المسؤولية عن ديوان الفتوى والتشريع إعداد الأبحاث والدراسات القانونية.
- تطوير الوزارة ورفع كفاءة وقدرات الموظفين.
- إنشاء المعهد القضائي الفلسطيني.
- جمع ونشر وحفظ الوثائق والتشريعات والأبحاث والمعلومات وغير ذلك مما يساعد على حسن إدارة العدالة.
- متابعة مركز الطب الشرعي والمعمل الجنائي وتولى إدارته.
- متابعة شكاوى المواطنين من خلال وحدة شكاوى المواطن وحقوق الإنسان.

## أقسام الوزارة

### الوحدات المساندة المرتبطة مباشرة بالوزير
1. ديوان الوزير.
2. المستشارون.
3. وحدة التخطيط والتطوير.
4. وحدة الرقابة الداخلية وحدة العلاقات الدولية.
5. وحدة حقوق الإنسان وشكاوى المواطن.
6. وحدة شؤون القضاء: تختص هذه الوحدة بضمان تطبيق مبدأ الفصل بين السلطة التنفيذية والقضائية على أساس خضوع كافة السلطات لأحكام القانون الذي ينظم الصلاحيات والمهام المنوطة بكل سلطة، وتهيئة المناخ المناسب لاستقلال القضاء والمساهمة في توفير الوسائل القانونية اللازمة للحفاظ على حيادية ونزاهة القضاة، والفصل المرن بين السلطة التنفيذية والقضائية الذي يهدف إلى ضمان الالتزام بمبدأ الفصل بين السلطة التنفيذية والقضائية على أساس خضوع كافة السلطات لأحكام القانون الذي ينظم الصلاحيات والمهام المنوطة بكل سلطة، وتقوم هذه الوحدة بتقديم المساندة الإدارية والفنية للوزير في أداء مهامه تجاه القضاء وعلى وجه الخصوص ما يلي:
  1. متابعة المخالفات التي تقع من القضاة لواجباتهم ومقتضيات وظيفتهم.
  2. طلب التحقيق مع القضاة وإطلاع وزير العدل على نتائج التحقيق مع القاضي وتسليمه نسخة من العريضة تشتمل على التهمة أو التهم التي انتهت إليها التحقيقات.
  3. طلب إقامة الدعوى التأديبية على القضاة.
  4. طلب وقف القاضي عن العمل.
  5. ندب القضاة.
  6. استقالة القضاة.
  7. طلب اجتماع مجلس القضاء الأعلى.
  8. اعتماد مشروع الموازنة الخاصة بالسلطة القضائية.
  9. طلب إعادة المحاكمة.

### الإدارات العامة الموجودة في الوزارة
1. الإدارة العامة للشـؤون الإداريـــة: تعنى الإدارة العامة للشؤون الإدارية بتوفير الدعم الإداري لكافة إدارات ودوائر وأقسام وشعب الوزارة، لتمكينها من تنفيذ خطط عملها بالوقت المحدد وبأقل التكاليف، وهي تمثل مجالا تخصصيا محددا ضمن نطاق عمل ودور الوزارة، لكنها في نفس الوقت تمثل حلقة الوصل ضمن سلسلة عمل متكاملة في الوزارة.
2. الإدارة العامة للشؤون الـماليــة: تتولى الإشراف على جميع المعاملات المالية والمحاسبية للوزارة.
3. الإدارة العامة للشؤون والأبحاث القانونية: تختص بتنفيذ أهداف الوزارة والمساهمة الفعالة في إعداد وتوحيد وتطوير وتحديث التشريعات القانونية، وتطوير وتعزيز أنماط علاقات الوزارة بالمؤسسات القانونية والحقوقية الفلسطينية والدولية، ورفع مستوى البحث القانوني وإثراء المكتبة القانونية الفلسطينية بالدراسات والبحوث ومختلف الأعمال القانونية.
4. الإدارة العامة للشؤون المهنية والوسائل البديلة لحل النزاعات: تتولى هذه الإدارة العمل على إرساء الأنظمة اللازمة لإجازة المترجمين القانونيين والأنظمة الخاصة بتهيئة الوسائل البديلة لحل المنازعات، إن اختصاص هذه الإدارة يستند أساسا إلى قانون التحكيم لسنة 2000 وقانون رقم 15 لسنة 1995م بشأن الترجمة والمترجمين وقرار وزير العدل رقم (1) لسنة 1996م باللائحة التنفيذية لقانون الترجمة والمترجمين ومتابعة عمل الجمعيات الخيرية والهيئات الأهلية ذات الاختصاص بموجب قانون رقم (1) لسنة2002.
5. الإدارة العامة للإشراف الإداري على المحاكم: حيث أن عمل القضاء يحتاج إلى أجهزة إدارية داعمة تسهل له القيام بمهام عمله، وهذا الدور الإداري لابد أن يخضع لإشراف وزارة العدل للتأكيد على استقلالية وحيادية القضاة، وتهيئة المناخ المناسب لعمل القضاء بعيدا عن الضغوط الإدارية والمالية، إن هذه الإدارة تستند إلى نص المادة (47) فقرة (1) من قانون السلطة القضائية رقم (1) لسنة 2002 التي تنص على أن (لوزير العدل الإشراف الإداري على جميع المحاكم، ولرئيس كل محكمة الإشراف على القضاة العاملين بها وعلى سير العمل فيها).
6. الإدارة العامة للطب الشرعي والمعمل الجنائي: تم إنشاء مركز الطب الشرعي بموجب المرسوم الرئاسي رقم 24 لسنة 1994م وقد نص المرسوم على أنه ينشأ مركز للطب الشرعي يتبع وزارة العدل من الناحية الإدارية ووزارة الصحة الفلسطينية من الناحية الفنية، وتتولى وزارة العدل بالتشاور والتنسيق مع وزارة الصحة الفلسطينية إعداد مشروع قانون بتنظيم مركز الطب الشرعي وتحديد اختصاصاته، وعليه فإن هذه الإدارة ليست إدارة إشراف إداري ولكنها إدارة تتبع وزارة العدل وتعتبر من ضمن هيكليتها التنظيمية والوظيفية، وتعتبر مهامها من ضمن مهام وزارة العدل، إلا أن تبعيتها الفنية لوزارة الصحة الفلسطينية تعني أن يتبع الموظفون المختصون مهنيا في أدائهم لعملهم المهني لوزارة الصحة الفلسطينية.
7. الإدارة العامة للحاسوب والمعلومات : تختص هذه الإدارة بتوفير الدعم الفني والتقني في مجال الحاسوب والمعلومات لكافة والإدارات في الوزارة، والمرافق العدلية ذات الاستقلال الفني التابعة لوزير العدل الفلسطيني.

### المرافق العدلية ذات الاستقلال الفني التابعة لوزير العدل الفلسطينية
1. النيابة العامة.
2. المعهد القضائي.
3. ديوان الفتوى والتشريع.[5][6]
4. النيابة الإدارية.

## وزراء العدل
- زهير الصوراني
- فريد الجلاد
- محمد الشلالدة
- شرحبيل يوسف سعد الدين الزعيم